# Эдуардова, Евгения Платоновна
Евгения Платоновна Эдуардова (англ. Eugenia Eduardova; в замужестве — Давидова; 1882, Санкт-Петербург — 10 декабря 1960, Нью-Йорк, Нью-Йорк) — русская балерина, педагог.

## Биография
Родилась в 1882 году в Санкт-Петербурге, в Российской империи.
В 1901 году окончила балетное отделение Петербургского театрального училища и была принята в балетную труппу Мариинского театра.
В 1908—1909 годах гастролировала с труппой Анны Павловой в Лондоне, Берлине.
Среди исполненных партий: Мария («Привал кавалерии»), уличная танцовщица («Дон Кихот»).
С 1920 по 1938 годы преподавала в собственной школе в Берлине. Оказала значительное влияние на развитие классического балета в Германии.
В 1921 году снялась в роли танцовщицы в фильме «Заблудшие души» (Irrende Seelen) — экранизации романа «Идиот» Достоевского.
С 1938 года занималась педагогической работой в Париже. В 1947 году переехала в Нью-Йорк, где также преподавала.
Среди учеников Евгении Эдуардовой — Юлий Алгаров, Нина Тихонова, Вера Зорина, Татьяна Лескова, Жорж Скибин, Людмила Ширяева, Маргарет Вальман, кинорежиссёр Лени Рифеншталь, а также один из основоположников болгарского балета Анастас Петров (1899-1978).
Скончалась 10 декабря 1980 года в Нью-Йорке.

## Семья
- Муж — Алексей Августович Давидов (1867—1940), русский композитор, виолончелист, позже банкир, промышленник и предприниматель.